# تينا كامبل
تينا كامبل (بالإنجليزية: Tina Campbell)‏ هي مغنية مؤلفة أمريكية، ولدت في 1 مايو 1974 في إنغليووود في الولايات المتحدة.

## وصلات خارجية
- الموقع الرسمي
- تينا كامبل على موقع ميوزك برينز (الإنجليزية)
- تينا كامبل على موقع ديسكوغز (الإنجليزية)